# スリープレスナイト
スリープレスナイト（Sleepless Night）は、日本の競走馬・繁殖牝馬。おもな勝ち鞍は、2008年のスプリンターズステークス、CBC賞、北九州記念。2008年度のJRA賞最優秀短距離馬に選出された。
馬名の意味は、マシュー・ペリーがいわゆる「黒船（クロフネ）」で来航したときの世相を風刺した狂歌（「泰平の眠りをさます上喜撰　たった四杯で夜も眠れず」）に由来する。

## 戦績
- 特記事項なき場合、本節の出典はJBISサーチ[5]

2007年1月7日、京都競馬場での3歳新馬戦でデビューし、2着。2戦目3着を挟み、3戦目の3歳未勝利戦で2着スリーキュラソーに10馬身差をつけて初勝利を挙げる。500万条件戦を2戦1勝で通過すると、1000万条件特別の出石特別、準オープン級の越後ステークスにも勝って3連勝でオープンクラスに上がる。ここまでの中では。ゲート難に悩まされたり、2007年夏の馬インフルエンザの流行による移動制限の影響を受けたりもした。オープンクラスでの最初の2戦は連続5着に終わったが、暮れの阪神競馬場でのギャラクシーステークス、2008年初戦の門松ステークスで2戦連続2着に入ると、4月中山競馬場での京葉ステークス、5月京都競馬場の栗東ステークスとオープン特別を連勝。重賞初出走となったCBC賞でも4番人気ながらスピニングノアールを下して重賞を初めて制し、鞍上の上村洋行にとっては、1998年のスワンステークスをロイヤルスズカで勝って以来の、9年8か月ぶりの重賞制覇となった。続く北九州記念も勝って重賞2連勝。G1競走初出走のスプリンターズステークスでも1番人気に支持され、レースでは直線で抜け出してキンシャサノキセキの追撃をおさえ、5連勝で初のGI競走勝利を飾った。鞍上の上村も、これが初のG1競走勝利となった。その後は香港スプリントに登録するも外傷を負い回避し、年内は出走しなかった。
2009年を迎え、2008年度のJRA賞の選考で最優秀短距離馬に選出され、またドバイゴールデンシャヒーンを目指すプランもあったが、今度は放牧先で蕁麻疹を発症したために断念し高松宮記念に目標を変えたことも明かされた。2009年初戦の高松宮記念は、直線で逃げたローレルゲレイロをいったんは捕まえるも差しかえされて2着。休養を挟み9月のセントウルステークスに出走も、アルティマトゥーレを捕らえることができず2着に終わる。その後、前年に続くスプリンターズステークス連覇を目標に調整が進められていた矢先、右前屈腱炎を発症し引退。10月1日付でJRA競走馬登録を抹消、生まれ故郷のノーザンファームで繁殖牝馬となった。
Jリーグ・ガンバ大阪所属選手の遠藤保仁が一口馬主として出資していた。

## 競走成績
以下の内容は、JBISサーチおよびnetkeiba.comに基づく。
| 競走日     | 競馬場 | 競走名          | 格       | 距離（馬場）  | 頭 数 | 枠 番 | 馬 番 | オッズ （人気） | 着順 | タイム （上り3F） | 着差 | 騎手        | 斤量 [kg] | 1着馬（2着馬）         | 馬体重 [kg] |
| ---------- | ------ | --------------- | -------- | ------------- | ----- | ----- | ----- | --------------- | ---- | ----------------- | ---- | ----------- | --------- | ---------------------- | ----------- |
| 2007.01.07 | 京都   | 3歳新馬         |          | 芝1400m（稍） | 16    | 7     | 14    | 001.90（1人）   | 02着 | R1:25.2（35.7）   | -0.0 | 0安藤勝己   | 54        | シュガーヴァイン       | 448         |
| 0000.01.20 | 京都   | 3歳未勝利       |          | 芝1600m（良） | 16    | 5     | 10    | 001.80（1人）   | 03着 | R1:37.5（36.0）   | -0.2 | 0C.ルメール | 54        | ウィンナワルツ         | 478         |
| 0000.02.10 | 京都   | 3歳未勝利       |          | ダ1200m（良） | 16    | 6     | 12    | 001.30（1人）   | 01着 | R1:12.8（36.8）   | -1.6 | 0安藤勝己   | 54        | （スリーキュラソー）   | 470         |
| 0000.03.03 | 阪神   | 3歳500万下      |          | ダ1200m（良） | 13    | 6     | 9     | 001.50（1人）   | 02着 | R1:12.9（37.7）   | -0.2 | 0安藤勝己   | 54        | マジックボンバー       | 466         |
| 0000.05.13 | 京都   | 3歳500万下      |          | ダ1200m（良） | 16    | 1     | 2     | 001.70（1人）   | 01着 | R1:11.9（36.4）   | -0.4 | 0上村洋行   | 54        | （テイエムカゲムシャ） | 480         |
| 0000.06.17 | 阪神   | 出石特別        | 1000万下 | ダ1200m（良） | 16    | 4     | 8     | 003.40（1人）   | 01着 | R1:11.7（36.7）   | -0.3 | 0上村洋行   | 52        | （アグネスハッピー）   | 480         |
| 0000.07.14 | 新潟   | 越後S           | 1600万下 | ダ1200m（稍） | 15    | 8     | 14    | 003.40（2人）   | 01着 | R1:11.0（36.5）   | -0.3 | 0上村洋行   | 52        | （エアアドニス）       | 482         |
| 0000.10.08 | 東京   | ペルセウスS     | OP       | ダ1400m（良） | 16    | 1     | 1     | 003.40（1人）   | 05着 | R1:22.9（36.4）   | -0.5 | 0上村洋行   | 51        | トーセンブライト       | 486         |
| 0000.11.18 | 東京   | 霜月S           | OP       | ダ1400m（良） | 16    | 2     | 4     | 007.50（5人）   | 05着 | R1:23.3（36.0）   | -0.5 | 0上村洋行   | 53        | アドマイヤスバル       | 484         |
| 0000.12.09 | 阪神   | ギャラクシーS   | OP       | ダ1400m（良） | 16    | 2     | 3     | 007.90（4人）   | 02着 | R1:22.5（35.5）   | -0.1 | 0上村洋行   | 53        | マイネルスケルツィ     | 480         |
| 2008.01.06 | 京都   | 門松S           | OP       | ダ1400m（良） | 16    | 6     | 12    | 004.70（2人）   | 02着 | R1:24.0（36.0）   | -0.1 | 0上村洋行   | 53        | トラストジュゲム       | 476         |
| 0000.04.20 | 中山   | 京葉S           | OP       | ダ1200m（稍） | 16    | 1     | 2     | 004.80（2人）   | 01着 | R1:09.1（35.6）   | -0.0 | 0横山典弘   | 53        | （ニシノコンサフォス） | 492         |
| 0000.05.18 | 京都   | 栗東S           | OP       | ダ1200m（良） | 16    | 6     | 12    | 002.10（1人）   | 01着 | R1:10.7（35.2）   | -0.1 | 0上村洋行   | 55        | （ジョイフルハート）   | 492         |
| 0000.06.15 | 中京   | CBC賞           | GIII     | 芝1200m（良） | 18    | 1     | 2     | 007.70（4人）   | 01着 | R1:08.0（33.8）   | -0.2 | 0上村洋行   | 55        | （スピニングノアール） | 492         |
| 0000.08.17 | 小倉   | 北九州記念      | JpnIII   | 芝1200m（稍） | 18    | 2     | 4     | 002.50（1人）   | 01着 | R1:07.5（34.2）   | -0.3 | 0上村洋行   | 56        | （マルカフェニックス） | 502         |
| 0000.10.05 | 中山   | スプリンターズS | GI       | 芝1200m（良） | 16    | 7     | 14    | 002.40（1人）   | 01着 | R1:08.0（33.9）   | -0.2 | 0上村洋行   | 55        | （キンシャサノキセキ） | 494         |
| 2009.03.29 | 中京   | 高松宮記念      | GI       | 芝1200m（良） | 18    | 2     | 4     | 003.50（1人）   | 02着 | R1:08.1（34.8）   | -0.1 | 0上村洋行   | 55        | ローレルゲレイロ       | 492         |
| 0000.09.13 | 阪神   | セントウルS     | GII      | 芝1200m（良） | 15    | 4     | 8     | 002.80（1人）   | 02着 | R1:08.2（34.1）   | -0.4 | 0上村洋行   | 57        | アルティマトゥーレ     | 514         |

## 引退後
繁殖牝馬となってからは2頭出産したが、2012年1月23日に2番仔を出産した後、2月2日午前に右橈骨を骨折したことにより死亡した。8歳没。

### 産駒一覧
|       | 生年   | 馬名             | 性 | 毛色 | 父                 | 馬主                     | 管理調教師       | 戦績   | 主な勝利競走 | 供用         | 出典   |
| ----- | ------ | ---------------- | -- | ---- | ------------------ | ------------------------ | ---------------- | ------ | ------------ | ------------ | ------ |
| 初仔  | 2011年 | ブロンシェダーム | 牝 | 鹿毛 | ディープインパクト | （有）サンデーレーシング | 栗東・橋口弘次郎 | 8戦1勝 |              | （繁殖牝馬） | [ 24 ] |
| 2番仔 | 2012年 | （血統登録なし） | 牡 |      | ディープインパクト |                          |                  |        |              |              | [ 25 ] |

## 血統表
| スリープレスナイトの血統                             | スリープレスナイトの血統                                    | スリープレスナイトの血統                                    | （血統表の出典）                                            | （血統表の出典） |
| 父系                                                 | デピュティミニスター系                                      | デピュティミニスター系                                      | デピュティミニスター系                                      | [ § 2 ]          |
| 父 *クロフネ 1998 芦毛                               | 父の父*フレンチデピュティ French Deputy 1992 栗毛           | Deputy Minister                                             | Vice Regent                                                 | Vice Regent      |
| 父 *クロフネ 1998 芦毛                               | 父の父*フレンチデピュティ French Deputy 1992 栗毛           | Deputy Minister                                             | Mint Copy                                                   |                  |
| 父 *クロフネ 1998 芦毛                               | 父の父*フレンチデピュティ French Deputy 1992 栗毛           | Mitterand                                                   | Hold Your Peace                                             | Hold Your Peace  |
| 父 *クロフネ 1998 芦毛                               | 父の父*フレンチデピュティ French Deputy 1992 栗毛           | Mitterand                                                   | Laredo Lass                                                 |                  |
| 父 *クロフネ 1998 芦毛                               | 父の母*ブルーアヴェニュー Blue Avenue 1990 芦毛             | Classic Go Go                                               | Pago Pago                                                   | Pago Pago        |
| 父 *クロフネ 1998 芦毛                               | 父の母*ブルーアヴェニュー Blue Avenue 1990 芦毛             | Classic Go Go                                               | Classic Perfection                                          |                  |
| 父 *クロフネ 1998 芦毛                               | 父の母*ブルーアヴェニュー Blue Avenue 1990 芦毛             | Eliza Blue                                                  | Icecapade                                                   | Icecapade        |
| 父 *クロフネ 1998 芦毛                               | 父の母*ブルーアヴェニュー Blue Avenue 1990 芦毛             | Eliza Blue                                                  | *コレラ                                                     |                  |
| 母 *ホワットケイティーディド What Katy Did 1989 鹿毛 | 母の父Nureyev 1977 鹿毛                                     | Northern Dancer                                             | Nearctic                                                    | Nearctic         |
| 母 *ホワットケイティーディド What Katy Did 1989 鹿毛 | 母の父Nureyev 1977 鹿毛                                     | Northern Dancer                                             | Natalma                                                     |                  |
| 母 *ホワットケイティーディド What Katy Did 1989 鹿毛 | 母の父Nureyev 1977 鹿毛                                     | Special                                                     | Forli                                                       | Forli            |
| 母 *ホワットケイティーディド What Katy Did 1989 鹿毛 | 母の父Nureyev 1977 鹿毛                                     | Special                                                     | Thong                                                       |                  |
| 母 *ホワットケイティーディド What Katy Did 1989 鹿毛 | 母の母Katies 1981 黒鹿毛                                    | *ノノアルコ                                                 | Nearctic                                                    | Nearctic         |
| 母 *ホワットケイティーディド What Katy Did 1989 鹿毛 | 母の母Katies 1981 黒鹿毛                                    | *ノノアルコ                                                 | Seximee                                                     |                  |
| 母 *ホワットケイティーディド What Katy Did 1989 鹿毛 | 母の母Katies 1981 黒鹿毛                                    | Mortefontaine                                               | *ポリック                                                   | *ポリック        |
| 母 *ホワットケイティーディド What Katy Did 1989 鹿毛 | 母の母Katies 1981 黒鹿毛                                    | Mortefontaine                                               | Brabantia                                                   |                  |
| 母系(F-No.)                                          | ホワットケイティーディド(USA)系(FN:7-f)                     | ホワットケイティーディド(USA)系(FN:7-f)                     | ホワットケイティーディド(USA)系(FN:7-f)                     | [ § 3 ]          |
| 5代内の近親交配                                      | Northern Dancer 5 × 3 = 15.63%、Nearctic 5 × 4 × 4 = 15.63% | Northern Dancer 5 × 3 = 15.63%、Nearctic 5 × 4 × 4 = 15.63% | Northern Dancer 5 × 3 = 15.63%、Nearctic 5 × 4 × 4 = 15.63% | [ § 4 ]          |
| 出典                                                 | 1. 2. 3. 4.                                                 | 1. 2. 3. 4.                                                 | 1. 2. 3. 4.                                                 | 1. 2. 3. 4.      |

- 主な近親にヒシアマゾン（エリザベス女王杯など）、ヒシナイル（フェアリーステークス）、ヒシピナクル（ローズステークス）、アドマイヤムーン（ジャパンカップ、ドバイデューティフリーなど）、エフフォーリア（皐月賞）、ベルーガ（ファンタジーステークス）など[27]。